# Невидимова
Невидимова — заимка в Черемховском районе Иркутской области России. Входит в состав Нижнеиретского муниципального образования. Находится примерно в 69 км к юго-западу от районного центра.

## Население
| 2002 | 2010 | 2011 | 2012 |
| ---- | ---- | ---- | ---- |
| 9    | ↗10  | →10  | →10  |